# Zomicarpella maculata
Zomicarpella maculata är en kallaväxtart som beskrevs av Nicholas Edward Brown. Zomicarpella maculata ingår i släktet Zomicarpella och familjen kallaväxter. Inga underarter finns listade.